# Serra d'Estorm
La Serra d'Estorm és una serra del Pallars Jussà, en terres del poble d'Estorm i de l'antiga caseria de Miravet, a cavall dels termes municipals de Sant Esteve de la Sarga i de Castell de Mur, dins de l'antic terme de Mur.
Està situada al nord-oest d'Estorm i a migdia de Miravet, damunt del primer poble. A la part central de la serra hi ha les restes de l'antic poble de Vilamolera, amb l'ermita romànica de Sant Salvador de la Serra.
Està emmarcada a ponent pel barranc de la Mulla i la llau de Farmicó, al nord-est pel barranc de Mur, i al sud-est per les llaus de la Grallera i de la Comella.